# Epidendrum guanacastense
Epidendrum guanacastense är en orkidéart som beskrevs av Oakes Ames och Charles Schweinfurth. Epidendrum guanacastense ingår i släktet Epidendrum och familjen orkidéer.
Artens utbredningsområde är Costa Rica. Inga underarter finns listade i Catalogue of Life.